# François Michaud
Pour les articles homonymes, voir Michaud.
 (avril 2018).
Jean François Michaud né le 22 septembre 1810 à Masgot (commune de Fransèches en Creuse) où il est mort le 29 décembre 1890 est un sculpteur français.

## Biographie
Issu d'une famille de paysans, François Michaud restera tout sa vie durant dans son village  Masgot à Fransèches à exercer et perfectionner sa maîtrise de la sculpture du granit. Autodidacte, il orne les maisons du village de petites statues naïves qu'il nomme ses « marmots », témoignant une grande sensibilité poétique de l'artiste. Il se distingue également par son souci du confort et de l'aspect pratique de l'aménagement.
Vers la fin de sa vie, il devient un fervent républicain, s'engageant sur la liste municipale, offrant à la commune une Marianne en granit, et disposant de part et d'autre de sa porte d'entrée un buste de Marianne et un autre de Jules Grévy.
Par sa pratique d'autodidacte inspiré, François Michaud peut être considéré comme l'un des  premiers représentants connus de l'art brut, avant l'abbé Fouré, créateur des rochers sculptés de Rothéneuf, ou le facteur Cheval, auteur du Palais idéal d'Hauterives.

Œuvres de François Michaud à Masgot
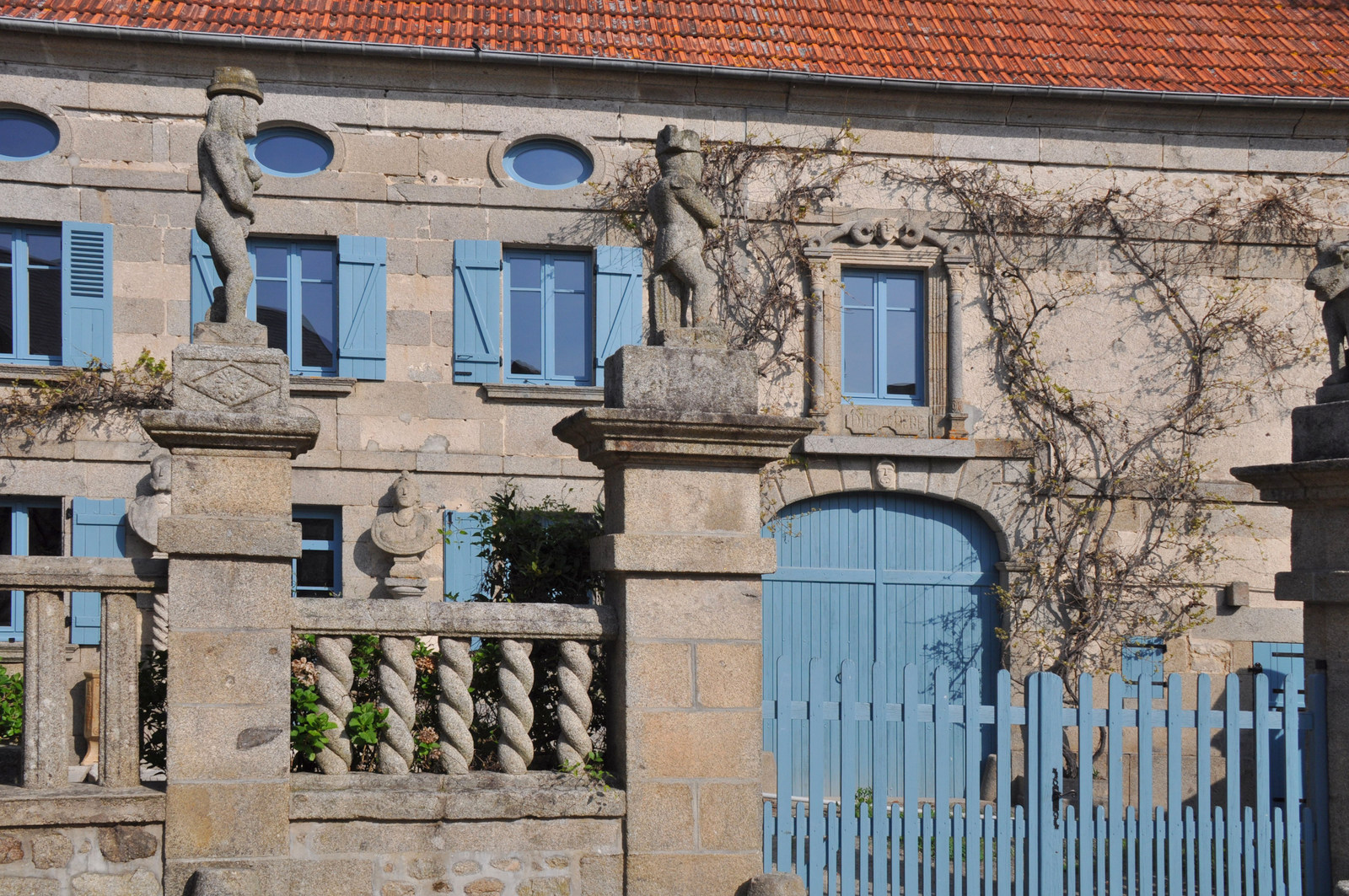
Statues et bustes ornant une maison.
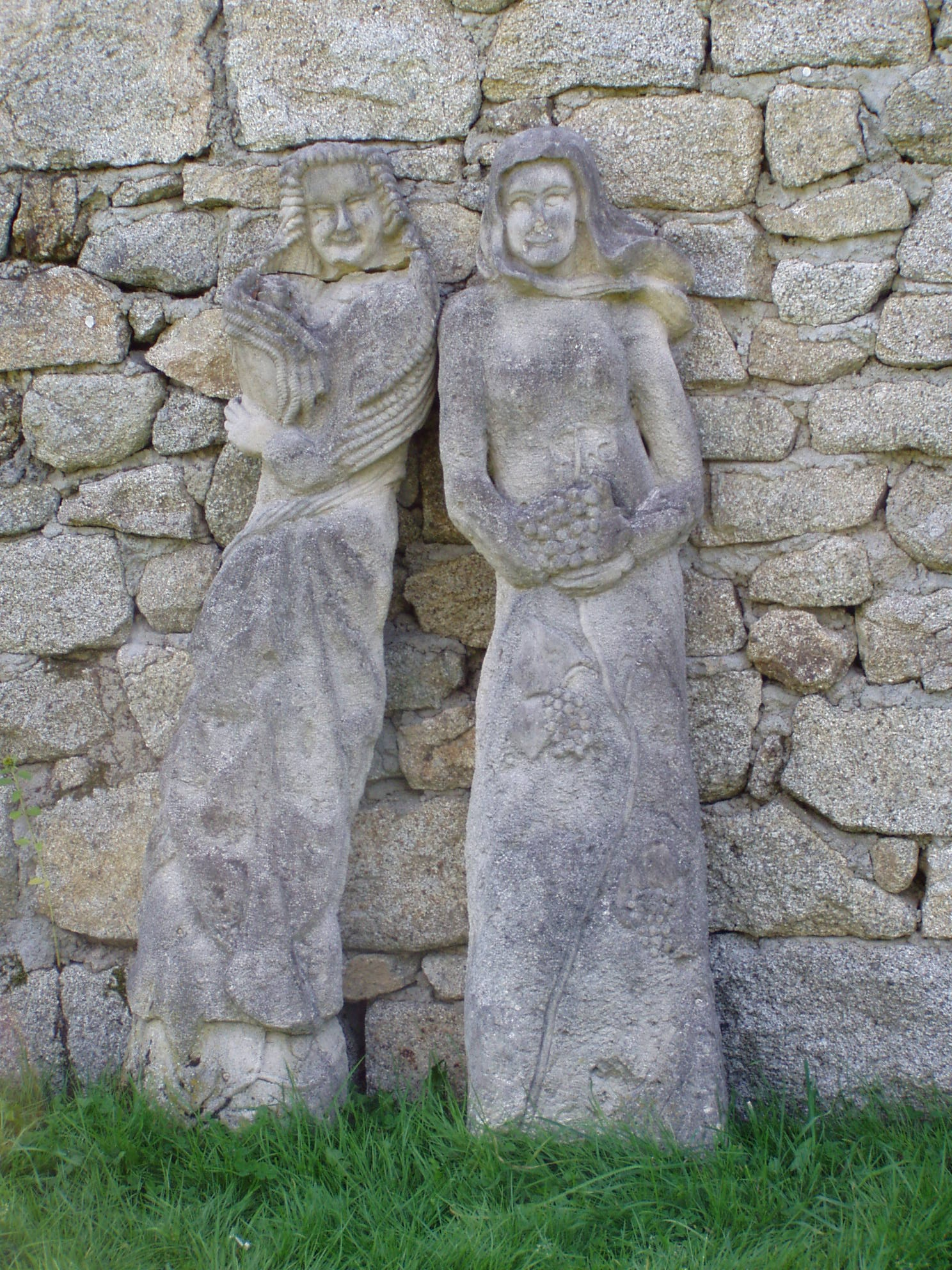
Figures féminines, bas-relief.
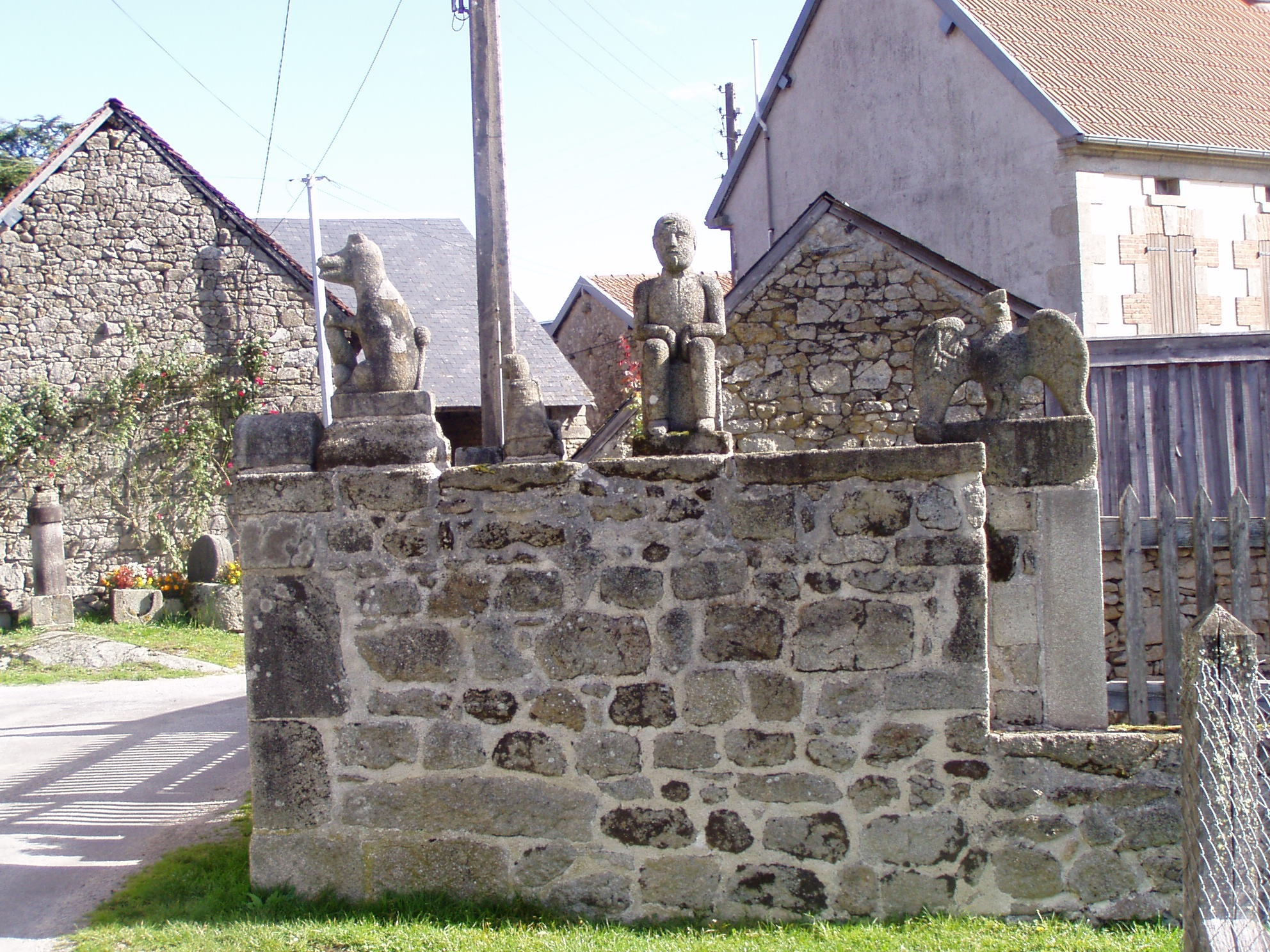
Statues ornant un mur.